# Касьяник, Моисей Давидович
Моисе́й Дави́дович Касья́ник (10 ноября 1911, Новожитомир, Херсонская губерния — 31 декабря 1988, Ленинград) — советский штангист и тренер по тяжёлой атлетике. Многократный рекордсмен СССР, Заслуженный мастер спорта СССР (1943), Заслуженный тренер СССР (1956), судья всесоюзной категории (1955), судья международной категории (1960).
Победитель Всемирной рабочей олимпиады 1937 года в Антверпене в легчайшем весе. Чемпион СССР 1936 и 1937 годов в легчайшем весе, 1943, 1944 и 1946 годов в полулёгком весе; серебряный (1938, 1939, 1940, 1947, 1948) и бронзовый (1950) призёр первенства СССР. Бронзовый призёр чемпионата мира 1946 года (Париж) и чемпионата Европы 1947 года (Хельсинки) в полулёгком весе.

## Биография
Родился 10 ноября 1911 года в казённой еврейской земледельческой колонии Ново-Житомир Херсонского уезда Херсонской губернии (ныне село Новожитомир Криворожского района Днепропетровской области).
Окончил Институт физической культуры имени П. Ф Лесгафта в Ленинграде.
Выступал за «Динамо» (Харьков), с 1936 года за «Строитель» (Запорожье), с 1937 года за «Динамо» (Тбилиси), с 1948 года за «Динамо» (Сталинград). Установил 24 рекорда СССР в легчайшем и полулёгком весе, из которых 8 превышали официальные рекорды Мира.
Преподавал на кафедре физического воспитания Сталинградского строительного института.
Умер 31 декабря 1988 года в Ленинграде.

## Семья
- Сын — психолог и психотерапевт Павел Моисеевич Касьяник, заведующий кафедрой инженерной педагогики и психологии гуманитарного факультета Санкт-Петербургского политехнического университета.
- Сын — переводчик Михаил Моисеевич Касьяник
- Дочь — Зинаида Моисеевна Касьяник
- Дочь — Регина Моисеевна Касьяник
- Брат — гимнаст, Заслуженный мастер спорта и Заслуженный тренер СССР Михаил Давидович Касьяник.

## Награды
- Орден «Знак Почёта» (27.04.1957) — «за успехи, достигнутые в деле развития массового физкультурного движения в стране, повышения мастерства советских спортсменов, и успешное выступление на международных соревнованиях»